# Robert Gironès
Robert Gironès est un comédien et metteur en scène de théâtre français né à Nîmes le 16 juin 1942 et mort à Paris 5e le 10 décembre 2000 d'un cancer du pancréas.

## Parcours
Formé à l’école du Théâtre national de Strasbourg, dont il sort en 1968, il travaille d'abord  avec Jean-Pierre Vincent et Jean Jourdheuil. Il joue ainsi dans La Noce chez les petits bourgeois de Bertolt Brecht.
Comédien, il devient ensuite directeur du Théâtre de la Reprise, puis est nommé, par le ministre Michel Guy, directeur du Centre dramatique national de Lyon, qu'il restera de 1975 à 1979. Il y travaille avec Jean Magnan (1938-1983), avec lequel il se lie d'amitié, et qu'il incite à l'écriture théâtrale. Il est ensuite directeur du Centre dramatique régional Poitou-Charentes de 1985 à 1992, où il travaille avec Jean-Louis Hourdin, à Poitiers. Il s'est ensuite retiré dans la région de Nîmes.

## Comédien
- 1969 : Suréna de Corneille, mise en scène Hubert Gignoux, Théâtre national de Strasbourg
- 1970 : Les Prisonniers de la Baie des Cochons de Robert Gironès et Gaston Jung, mise en scène Gaston Jung, Théâtre des Drapiers Strasbourg
- 1971 : La Cagnotte d'Eugène Labiche, mise en scène Jean-Pierre Vincent, Théâtre national de Strasbourg

## Metteur en scène
- 1971 : Playa Giron 61 de Robert Gironès et Denis Guénoun, Festival d'Avignon.
- 1972 : Le Château dans les champs de Bernard Chartreux, Festival d'Avignon, Recréation au Théâtre national de Belgique.
- 1973 : Scènes de chasse en Bavière de Martin Sperr, mise en scène avec Bernard Chartreux, Ginette Herry, Gaston Jung, Théâtre national de Strasbourg.
- 1973 : Le Château dans les champs de Bernard Chartreux, Festival d'Avignon.
- 1974 : Tambours dans la nuit de Bertolt Brecht, Théâtre Mécanique.
- 1975 : Le Règne blanc d'après Édouard II  de Christopher Marlowe, Théâtre de la Cité internationale.
- 1976 : La Comédie sans titre ou La Régénération d'Italo Svevo, Théâtre du Huitième Lyon.
- 1976 : Sartre d'après Jean-Paul Sartre, mise en scène avec Bernard Chatellier, Ginette Herry, Jean Magnan, Théâtre du Huitième Lyon.
- 1977 : La Reine Christine d'August Strindberg, Théâtre du Huitième Lyon.
- 1977 : L'Adulateur de Carlo Goldoni, mise en scène avec Bernard Chatellier, Ginette Herry, Jean Magnan, Odéon antique, Théâtre du Huitième Lyon.
- 1978 : Et pourtant, ce silence ne pouvait être vide de Jean Magnan, Festival d'Avignon, Théâtre du Huitième Lyon.
- 1979 : C'est une famille normale de Dacia Maraini, Théâtre de l'Athénée-Louis-Jouvet.
- 1980 : La Vera Costanza de Joseph Haydn, Opéra national de Lyon.
- 1981 : Entendu des soupirs de Jean Magnan, Théâtre de la Commune.
- 1983 : Algérie 54-62 de Jean Magnan d'après Sept contre Thèbes d'Eschyle, Comédie de Saint-Étienne, Festival d'Avignon, Poitiers, Villeurbanne, Le Maillon à Strasbourg.
- 1983 : Krehler de Georg Kaiser, Théâtre de la Bastille.
- 1984 : Surtout quand la nuit tombe d'Arlette Namiand, Théâtre Ouvert.
- 1984 : Le Jeu de l'amour et du hasard de Pierre Marivaux, Théâtre Gérard-Philipe, Nouveau Théâtre de Nice.
- 1985 : Le Tombeau d'Atrée de Bernard Chartreux d'après L'Orestie d'Eschyle, mise en scène avec Bernard Chatellier, Centre dramatique régional Poitou-Charentes.
- 1986 : El Sisisi de Michel Deutsch, mise en scène avec Bernard Chatellier, Comédie de Genève, Centre dramatique régional Poitou-Charentes.
- 1987 : Ici-bas de Jean-Pol Fargeau, création aux Anciens Abattoirs de Poitiers. Centre Dramatique régional Poitou-Charentes.
- 1988 : Crimes exemplaires de Max Aub, à Poitiers, Montluçon et Gennevilliers.
- 1989 : Brûle rivière brûle de Jean-Pol Fargeau, Maison de la Culture de La Rochelle, Festival d'Avignon, Théâtre des Treize Vents.